# 7082 Ла Серена
7082 Ла Серена (7082 La Serena) — астероїд головного поясу, відкритий 17 грудня 1987 року.
Тіссеранів параметр щодо Юпітера — 3,144.